# Коробенкова, Марина Николаевна
Мари́на Никола́евна Коробенко́ва ― российская оперная певица, Заслуженная артистка Республики Бурятия (2006), Народная артистка Республики Бурятия (2012), солистка Бурятского государственного академического театра оперы и балета имени Народного артиста СССР Г.Ц. Цыдынжапова (с 1998 года).

## Биография
Родилась в 1964 году в Улан-Удэ, Бурятская АССР, РСФСР.
В 1986 году окончила Улан-Удэнский музыкальный колледж имени Петра Ильича Чайковского, где занималась на вокальном и фортепианное отделениях.  В 1998 году окончила Восточно-Сибирскую государственную академию культуры и искусств.
С 1998 года работает солисткой оперной труппы Бурятского государственного академического театра оперы и балета имени Народного артиста СССР Гомбожапа Цыдынжапова.
Творческую деятельность в Бурятском театре оперы и балета Марина Коробенкова начала с партии Микаэлы в опере Жоржа Бизе «Кармен». Её дебют был успешным. Театральный критик Борис Синкин:

«Микаэла в исполнении М. Коробенковой образ светлый, исполненный преданной любви к дону Хозе. Голос певицы красив, наполнен мягкой нежностью, верхний регистр тесситуры яркий, лёгкий и полётный»— 
В оперетте И.Штрауса «Летучая мышь» (1999 год) её Розалинда стала настоящим украшением для театра и полюбилась на многие годы Бурятской публике (музыкальный руководитель постановки Роман Моисеев).
В опере «Борис Годунов» её Шинкарка, яркая и характерная, «одновременно привлекательна и опасна». Потенциал молодой артистки был высоко оценён бывшим художественным руководителем театра Владимиром Рыловым, который предложил ей исполнить партию Ярославны в опере «Князь Игорь». Большое достижение певицы стало исполнение сложнейшей партии Леоноры на итальянском языке в опере Джузеппе Верди «Трубадур».

«Пение Коробенковой (Леоноры в опере „Трубадур“) органически подвижно, голос стремительно полётен, весь в парениях, виражах, тремоло вердиевского драматизма, певческая манера легка, воздушна, прозрачна при всей „материальности“ звука, мелодические линии текучи — что горный ручей!»
В творческой жизни певицы этапным стал роль Лизы в опере Петра Чайковского «Пиковая дама», где артистка, кроме вокального мастерства, проявила и драматические способности. Коробенкова занята почти во всех постановках театра.
У Марины Коробенковой есть партии в музыкальных сказках для юного зрителя. У неё особый подход в работе над детскими спектаклями, считает, что герои должны быть добрыми и обаятельными. В детской постановке «Сказ про Ерему, Данилу и Нечистую силу» Людмилы Лядовой певица создала из отрицательного персонажа образ доброй героини. В детской сказке «Приключения Дороти в Изумрудном городе» И. Якушенко певица мастерски сыграны симпатичные волшебницы, которые импонируют детям и взрослым.
В составе театра певица достойно представляла российское оперное искусство в Украине, Монголии и Китае.
В 2006 году была удостоена почётного звания «Заслуженная артистка Республики Бурятия». В 2012 году Марина Коробенкова стала «Народной артисткой Республики Бурятия». Лауреат Государственной премии Республики Бурятия 2014 года.
Наряду с работой в театре преподаёт постановку голоса и сольное пение, чтение хоровых партитур и вокальный ансамбль на кафедре хорового дирижирования, музыкального образования и звукорежиссуры Восточно-Сибирской государственной академии культуры и искусства.

## Театральный репертуар
- Дж. Верди. Реквием — партия сопрано
- Дж. Верди. «Трубадур» — Леонора
- А. Бородин. «Князь Игорь» — Ярославна
- Д. Шостакович. «Катерина Измайлова» — Катерина
- П. Чайковский. «Пиковая дама» — Лиза
- Н. Римский-Корсаков. «Садко» — Волхова
- Ж. Бизе. «Кармен» — Микаэла
- М. Мусоргский. «Борис Годунов» — Шинкарка
- К. Молчанов. «Зори здесь тихие» — Лиза Бричкина
- И. Штраус. «Летучая мышь» — Розалинда
- И. Кальман. «Сильва» — Сильва
- Ф. Легар. «Мистер Икс» — Теодора
- П. Чайковский. «Евгений Онегин» — Татьяна
- Д. Пуччини. «Чио-Чио-сан» — Кэт
- М. Мусоргский. «Царская невеста» — Домна Сабурова
- Дж. Верди. «Аттила» — Одабелла
- Концерт-спектакль «Оперетта-гала» — Джудитта, она же Карамболина
- Р. Вагнер. «Летучий голландец» — Сента
- Дж. Верди. «Аида» — Аида

### Детские спектакли
- А. Спадавеккиа. «Хрустальный башмачок» — Мачеха
- И. Якушенко. «Приключения Дороти в Изумрудном городе» — Фея
- Г. Гладков. «Бременские музыканты» — Атаманша
- Т. Суворова. «Дюймовочка» — Гусеница
- Б. Кравченко. «Ай да Балда!» — Попадья
- «Вождь краснокожих» — миссис Дорсет
- Л. Барт. «Оливер Твист» — миссис Керни
- Л. Лядова. «Про Ерёму, Данилу и нечистую силу» — Шишига